# カテリナ・ボンダレンコ
カテリナ・ボンダレンコ（Kateryna Bondarenko, または Katerina Bondarenko, ウクライナ語: Катерина Володимирівна Бондаренко, 1986年8月8日 - ）は、ウクライナ・クリヴィー・リフ出身の女子プロテニス選手。2人の姉、バレリア・ボンダレンコ（1982年生まれ）とアリョーナ・ボンダレンコ（1984年生まれ）とともに「3人姉妹のプロテニス選手」として活動していた。2008年の全豪オープン女子ダブルスで、カテリナとアリョーナの姉妹ペアが初優勝を飾り、ウクライナ出身のテニス選手として史上初の4大大会優勝を達成した。WTAの自己最高ランキングはシングルス29位、ダブルス9位。右利き、バックハンド・ストロークは両手打ち。

## 来歴
ボンダレンコ家の3姉妹は、ともにテニスコーチである両親の手ほどきでテニスを始めた。末娘のカテリナは4歳からプレーを始め、2000年に14歳でプロ入りしたが、しばらくジュニア選手の大会に出場し、2004年ウィンブルドンのジュニア女子シングルス決勝でアナ・イバノビッチを 6-4, 6-7, 6-2 で破って優勝した。2005年から女子テニス国別対抗戦・フェドカップのウクライナ代表選手に選出される。2008年全豪オープンでは、シングルスは1回戦でアラバン・レザイに敗れたが、姉のアリョーナと組んだダブルスで活躍する。姉妹ペアは準々決勝で第1シードのリーゼル・フーバー&カーラ・ブラックを 6-3, 6-2 のストレートで破ると、準決勝でスペインペアのビルヒニア・ルアノ・パスクアル&アナベル・メディナ・ガリゲス組に勝ち、決勝戦ではビクトリア・アザレンカ&シャハー・ピアー組に 2-6, 6-1, 6-4 の逆転勝利を収めた。カテリナはグランドスラム大会で、ツアー経歴を通じて初めてのタイトルを獲得した。
全豪オープン優勝後、カテリナとアリョーナは全仏オープンでも女子ダブルスのベスト4に入った。全仏オープン終了直後、カテリナは6月の「エイゴン・クラシック」（イギリス・バーミンガム開催、ウィンブルドン前哨戦の1つ）でシングルス初優勝を果たす。8月の北京五輪で、カテリナとアリョーナは女子ダブルス準決勝でビーナスとセリーナのウィリアムズ姉妹組と顔を合わせ、“姉妹ペア対決”に 6-4, 4-6, 1-6 で逆転負けしたため、準決勝敗退ペア2組による「銅メダル決定戦」に回った。2人は銅メダル決定戦で地元中国ペアの鄭潔&晏紫組に 2-6, 2-6 で完敗し、女子ダブルスのメダルを逃した。カテリナはシングルス1回戦でエレーナ・デメンチェワに 1-6, 4-6 で敗れた。
2009年の全豪オープンで、カテリナは初めてのシングルス3回戦に進出した。1回戦で第9シードのアグニエシュカ・ラドワンスカを 7-6, 4-6, 6-1 で破って波に乗るが、3回戦で鄭潔に 2-6, 2-6 のストレートで敗れた。半年後の全米オープンで、カテリナはウクライナ人選手として史上初のシングルスベスト8進出を達成した。1回戦で第11シードのアナ・イバノビッチを 2-6, 6-3, 7-6(9-7) で破ると、その後も勢いに乗って勝ち進んだ。初進出の準々決勝ではヤニナ・ウィックマイヤーに 5-7, 4-6 のストレートで敗れた。
カテリナは2011年に自身のコーチであるデニス・ボロドコ（Denis Volodko）と結婚した。2012年全米オープンを最後に公式戦出場から遠ざかり2013年に第1子の長女を出産した。2014年4月からツアーに復帰した。
2017年9月のタシケント大会の決勝でティメア・バボシュを 6–4, 6–4 で破り9年ぶりのWTAシングルス2勝目を挙げている。

## WTAツアー決勝進出結果

### シングルス: 2回 (2勝0敗)
| 大会グレード          | 大会グレード                 |
| 2008年以前            | 2009年以後                   |
| --------------------- | ---------------------------- |
| グランドスラム (0–0)  |                              |
| WTAファイナルズ (0–0) |                              |
| ティア I (0–0)        | プレミア・マンダトリー (0-0) |
| ティア I (0–0)        | プレミア5 (0-0)              |
| ティア II (0–0)       | プレミア (0–0)               |
| ティア III (1–0)      | インターナショナル (1–0)     |
| ティア IV ＆ V (0–0)  | インターナショナル (1–0)     |

| 結果 | No. | 決勝日        | 大会         | サーフェス | 対戦相手                 | スコア              |
| ---- | --- | ------------- | ------------ | ---------- | ------------------------ | ------------------- |
| 優勝 | 1.  | 2008年6月15日 | バーミンガム | 芝         | ヤニナ・ウィックマイヤー | 7–6(7), 3–6, 7–6(4) |
| 優勝 | 2.  | 2017年9月30日 | タシケント   | ハード     | ティメア・バボシュ       | 6–4, 6–4            |

### ダブルス: 10回 (4勝6敗)
| 結果   | No. | 決勝日        | 大会           | サーフェス    | パートナー               | 対戦相手                                          | スコア           |
| ------ | --- | ------------- | -------------- | ------------- | ------------------------ | ------------------------------------------------- | ---------------- |
| 優勝   | 1.  | 2008年1月26日 | 全豪オープン   | ハード        | アリョーナ・ボンダレンコ | ビクトリア・アザレンカ シャハー・ピアー           | 2–6, 6–1, 6–4    |
| 優勝   | 2.  | 2008年2月10日 | パリ           | ハード (室内) | アリョーナ・ボンダレンコ | ブラディミラ・ウーリロバ エバ・ハルディノバ       | 6–1, 6–4         |
| 準優勝 | 1.  | 2009年1月16日 | ホバート       | ハード        | アリョーナ・ボンダレンコ | ヒセラ・ドゥルコ フラビア・ペンネッタ             | 2–6, 6–7(4)      |
| 準優勝 | 2.  | 2009年7月6日  | ブダペスト     | クレー        | アリョーナ・ボンダレンコ | アリサ・クレイバノワ モニカ・ニクレスク           | 4–6, 6–7(5)      |
| 優勝   | 3.  | 2009年7月13日 | プラハ         | クレー        | アリョーナ・ボンダレンコ | イベタ・ベネソバ バルボラ・ザフラボバ・ストリコバ | 6–1, 6–2         |
| 準優勝 | 3.  | 2011年1月15日 | ホバート       | ハード        | リガ・デクメイエレ       | サラ・エラニ ロベルタ・ビンチ                     | 3–6, 5–7         |
| 準優勝 | 4.  | 2015年5月1日  | プラハ         | クレー        | エバ・ハルディノバ       | ベリンダ・ベンチッチ カテリナ・シニアコバ         | 2–6, 2–6         |
| 準優勝 | 5.  | 2016年8月27日 | ニューヘイブン | ハード        | 荘佳容                   | サニア・ミルザ モニカ・ニクレスク                 | 5–7, 4–6         |
| 準優勝 | 6.  | 2020年3月1日  | アカプルコ     | ハード        | シャロン・フィッチマン   | デシラエ・クラウチェク ジュリアーナ・オルモス     | 3–6, 6–7(5)      |
| 優勝   | 5.  | 2020年3月8日  | モンテレイ     | ハード        | シャロン・フィッチマン   | 加藤未唯 王雅繁                                   | 4–6, 6–3, [10–7] |

## 4大大会シングルス成績
略語の説明
| W | F | SF | QF | #R | RR | Q# | LQ | A | Z# | PO | G | S | B | NMS | P | NH |

W=優勝, F=準優勝, SF=ベスト4, QF=ベスト8, #R=#回戦敗退, RR=ラウンドロビン敗退, Q#=予選#回戦敗退, LQ=予選敗退, A=大会不参加, Z#=デビスカップ/BJKカップ地域ゾーン, PO=デビスカップ/BJKカッププレーオフ, G=オリンピック金メダル, S=オリンピック銀メダル, B=オリンピック銅メダル, NMS=マスターズシリーズから降格, P=開催延期, NH=開催なし.
| 大会           | 2005 | 2006 | 2007 | 2008 | 2009 | 2010 | 2011 | 2012 | 2013 | 2014 | 2015 | 2016 | 2017 | 2018 | 2019 | 2020 | 通算成績 |
| -------------- | ---- | ---- | ---- | ---- | ---- | ---- | ---- | ---- | ---- | ---- | ---- | ---- | ---- | ---- | ---- | ---- | -------- |
| 全豪オープン   | A    | LQ   | LQ   | 1R   | 3R   | 2R   | 1R   | 1R   | A    | A    | LQ   | 3R   | 1R   | 3R   | A    | 1R   | 8–9      |
| 全仏オープン   | A    | A    | 2R   | 1R   | 3R   | 2R   | 1R   | 1R   | A    | LQ   | LQ   | 2R   | 1R   | 1R   | A    |      | 5–9      |
| ウィンブルドン | 1R   | 2R   | 1R   | 2R   | 2R   | 1R   | 3R   | 2R   | A    | A    | LQ   | 1R   | 1R   | 1R   | A    |      | 6–11     |
| 全米オープン   | LQ   | LQ   | 2R   | 1R   | QF   | 2R   | 2R   | 1R   | A    | A    | 2R   | 3R   | LQ   | 1R   | A    |      | 10–9     |